# Епархия Либманана

Провинция Южный Камаринес (выделено красным)

Епархия Либманана (лат. Dioecesis Libmanana) — епархия Римско-Католической церкви с центром в городе Либманан, Филиппины. Епархия Либманана распространяет свою юрисдикцию на часть провинции Южный Камаринес. Епархия Либманана входит в митрополию Касереса. Кафедральным собором епархии Либманана является церковь святого апостола Иакова.

## История
9 декабря 1989 года Римский папа Иоанн Павел II выпустил буллу Philippinis in Insulis, которой учредил территориальную прелатуру Либманана, выделив её из apxиепархий Касереса.
25 марта 2009 года Римский папа Бенедикт XVI издал буллу Cum in Philippinis, которой преобразовал территориальную прелатуру Либманана в епархию.

## Ординарии епархии
- епископ Prospero Nale Arellano (1989 — 2008);
- епископ José Rojas Rojas Jr. (2008 — по настоящее время).

## Источник
- Annuario Pontificio, Ватикан, 2007
- Булла Philippinis in Insulis  (лат.)
- Булла Cum in Philippinis, AAS 101 (2009), стр. 259  (лат.)